# ホルヘ・バルトゥアル
ホルヘ・バルトゥアル・モリーナ（Jorge Bartual Molina、1971年8月18日 - ）は、スペインの元サッカー選手。ポジションはゴールキーパー。

## 経歴
地元クラブのバレンシアCFにキャリアのほとんどを捧げた。5シーズンをバレンシアCF Bで過ごし、1995-96シーズンにトップチームに昇格すると、1996年1月24日のレアル・バリャドリード戦でウォーミングアップ中にアンドニ・スビサレッタが負傷したためプリメーラ・ディビシオンデビュー、5-2の勝利に貢献した。
バレンシアには主にアンドニ・スビサレッタ、サンティアゴ・カニサレス、アンドレス・パロップの控えGKとして在籍し、UEFAチャンピオンズリーグ 1999-2000 決勝のレアル・マドリード戦でもベンチに座った。
2001年冬、バレンシアを退団しセグンダ・ディビシオンのCDテネリフェと契約したが、出場機会は得られなかった。翌2001-02シーズンをテルセーラ・ディビシオンのCDキンタナル・デル・レイで過ごした後、2002年6月に31歳を前に現役を引退した。